# اينار لي
اينار لي (بالنرويجية البوكمول: Einar Li)‏ هو محرر نرويجي، ولد في 20 يونيو 1880 في برغن في النرويج، وتوفي في 11 فبراير 1955 في أوسلو في النرويج.